# 李远征
李远征（1954年—），汉族，中华人民共和国政治人物、第十一届全国政协委员。
加入中国民主建国会，担任民建中央委员、河北省驻会副主委。2008年，当选第十一届全国政协委员，代表中国民主建国会，分入第八组。